# Runas dalecarlianas

Runas dalecarlianas com equivalente do alfabeto latino indicadas

As  runas dalecarlianas (em sueco:  dalrunor), foram uma versão mais recente das Runas que foi utilizada desde o século XVI até o século XIX na província sueca de Dalarna. Em consequência, a província foi chamada de "último baluarte da escrita Germânica".

## Nome
O nome, o adjetivo,  Dalecarliano, vem justamente de Dalarna ("os vales"), sendo um patronímico, Dalecarliano, que significa de "homens do vale" (dalkarlar, dalmasar) ou "mulheres do vale" dalkullor). Isso vale para os habitantes do local e para o grupo de línguas relacionadas, como a língua elfdaliana.

## História
As runas dalecarlianas se derivaram de Runas Medievais, mas as letras rúnicas foram se combinando com as latinas e essas últimas foram gradualmente substituindo as runas. No final do século XVI, a escrita Dalecarliana era exclusivamente rúnica, mas durante os séculos que se seguiram cada vez mais símbolos rúnicos individuais eram substituídos por caracteres latinos. No estágio final todas as letras rúnicas já haviam sido substituídas ou por versões especiais influenciadas pelo alfabeto latino.
Embora o uso de runas em  Dalarna seja uma tradição mais antiga, as inscrições mais antigas localizadas eram do final do século XVI. Trata-se de um pote localizado em Åsen onde se lê “Anders fez este pote - anno 1596". Especialistas registraram mais de 200 inscrições Dalecarlianas rúnicas, a maioria em madeira e que podem ser em movies, baús de noivas, em típicas construções da região, cozinhas, cerâmicas, bastões de medições, etc. A maioria dessas inscrições são breves, mas foram encontradas algumas mais longas..
As runas dalecarlianas permaneceram com algum uso até o início do século XX. Há ainda dúvidas se seu uso seria em conseqüência de tradições não interrompidas (mantidas) ou se pessoas aprenderam, nos séculos XIX e XX,  essas runas em literatura sobre esse assunto. Esse inventário de símbolos rúnicos foi então usado prioritariamente para transcrição da língua elfdaliana, a qual a utilizava.

### Lineu
Quando  Lineu visitou Älvdalen em Dalarna em 1734, escreveu a seguinte nota em seu diário:

As pessoas nesta comunidade aqui, a parte de usarem “bastões rúnicos, ainda hoje escrevem seus nomes e placas de propriedade com letras rúnicas, como se pode ver em muros, lojas de esquina, potes, etc. Cada um não sabe se esse uso existe em outro local da Suécia.
("jansson174")